# Toril y Masegoso
Toril y Masegoso ist eine spanische Gemeinde in der Provinz Teruel in der Region Sierra de Albarracín der autonomen Gemeinschaft Aragonien. Die Gemeinde hat eine Fläche von 30,67 km² mit 34 Einwohnern (Stand: 2024). Zur Gemeinde gehören die Orte Toril (16 Einwohner, INE 2016) und Masegoso (14 Einwohner, INE 2016). Der Ortsteil Masegoso liegt auf 1515 m ü. M. und Toril auf 1490 m ü. M.

## Bevölkerungsentwicklung
Bevölkerungsentwicklung:
- 1857 – 295
- 1860 – 247
- 1877 – 249
- 1887 – 248
- 1897 – 261
- 1900 – 298
- 1910 – 243
- 1920 – 211
- 1930 – 185
- 1940 – 150
- 1950 – 209
- 1960 – 175
- 1970 – 136
- 1981 – 061
- 1991 – 033